# Norma de Born

Fig.1 Funció d'estat amb 3 estats possibles : la partícula de color verd pot estar en algun dels 3 estats energètics possibles

Norma de Born (també coneguda per llei de Born), formulada pel físic alemany Max Born l'any 1926, és una llei de la mecànica quàntica que dona la probabilitat que una mesura en un sistema quàntic arribi a un resultat donat. La norma de Born expressa que la densitat de probabilitat de trobar una partícula en un punt determinat és proporcional al quadrat de la magnitud de la funció d'ona en aquest punt. La llei de Born és un dels principis bàsics de la mecànica quàntica.

## Definició matemàtica
- La densitat de probabilitat vindrà donada per : {\displaystyle \rho (\mathbf {r} ,t)=|\psi (\mathbf {r} ,t)|^{2}}

- Segons el principi de superposició la funció d'estat és el sumatori de tots els possibles estats {\displaystyle |\psi \rangle =\sum _{n}\psi _{n}|n\rangle \ }
- Per exemple, suposant un sistema de 3 estats (vegeu Fig.1) : {\displaystyle |\psi \rangle =\psi _{1}|1\rangle +\psi _{2}|2\rangle +\psi _{3}|3\rangle \ } llavors :

| Estat quántic n             | Coeficient de la funció d'estat | Probabilitat de trobar l'estat n |
| --------------------------- | ------------------------------- | -------------------------------- |
| {\displaystyle \|1\rangle } | {\displaystyle \psi _{1}}       | {\displaystyle \psi _{1}^{2}}    |
| {\displaystyle \|2\rangle } | {\displaystyle \psi _{2}}       | {\displaystyle \psi _{2}^{2}}    |
| {\displaystyle \|3\rangle } | {\displaystyle \psi _{3}}       | {\displaystyle \psi _{3}^{2}}    |

La probabilitat està normalitzada : {\displaystyle \psi _{1}^{2}} + {\displaystyle \psi _{2}^{2}} + {\displaystyle \psi _{3}^{2}} = 1